# Ídolo

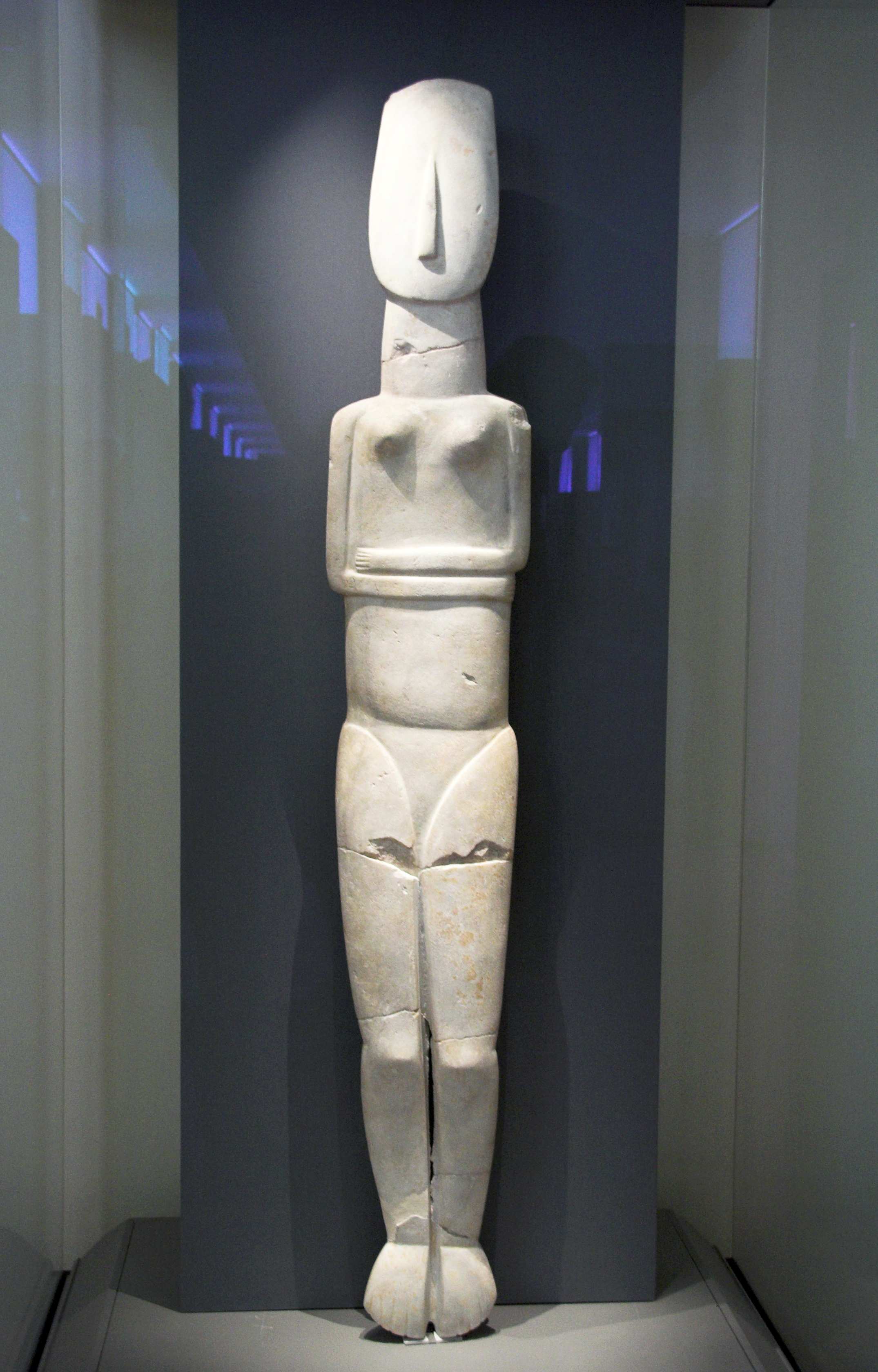
Ídolo das Cíclades

Um ídolo (do grego antigo εἴδωλον, "simulacro", derivado de εἶδος, "aspecto", "figura") é, originalmente, um objeto de adoração que representa materialmente uma entidade espiritual ou divina, e frequentemente é associado a ele poderes sobrenaturais, ou a propriedade de permitir uma comunicação entre os mortais e o outro mundo. A idolatria é, portanto, a prática de adoração de ídolos.
Na atualidade, especialmente após os avanços tecnológicos do século XX que permitiram maior acesso da pessoa comum a trabalhos de artistas, políticos, e personalidades importantes, o termo "ídolo" expandiu-se da esfera divina para a esfera humana. É lugar comum a menção de pessoas famosas ou de destaque em sua área de atuação profissional como "ídolos", personalidades que se tornam, ou através da aclamação popular espontânea, ou através da atuação direta da própria mídia, objeto de adoração e devoção não religiosa.

## História
Ídolos religiosos são produzidos desde o princípio da humanidade, ou pelo menos acredita-se que tenha sido como tal baseado nas estatuetas encontradas por arqueólogos de figuras humanoides com características físicas exageradas, ou híbridos entre figuras humanas e animais. De qualquer modo, no princípio da civilização, a existência de ídolos de pedra representando deuses era corriqueira, não se restringindo a templos, mas também presentes em casas, tumbas e locais públicos.
O desenvolvimento do monoteísmo no Oriente Médio coincidiu com o declínio das práticas idólatras, condenadas por religiões como o judaísmo, e posteriormente pelo cristianismo e islamismo. Entretanto, a prática da adoração de ídolos religiosos esteve longe de desaparecer, sendo ainda uma prática essencial em religiões asiáticas como o hinduísmo, africanas ou afro-americanas, como o candomblé, e em várias culturas nativas da América e da Oceania. 
A questão da veneração de imagens já foi motivo de muita controvérsia. As denominações protestantes afirmam que, na Europa, o catolicismo substituiu as religiões pagãs ao longo da Idade Média, conservando a prática da adoração de ídolos e adaptando-a ao novo sistema religioso. Dizem os adeptos da Reforma que ao invés de imagens de deuses, passou-se a manufaturar imagens de santos cristãos, atribuindo-se a eles mais ou menos as mesmas funções dos ídolos pagãos.
Já os católicos e ortodoxos afirmam que a veneração de imagens, legitimada pelo Segundo Concílio de Niceia, não pode ser confundida com idolatria. As imagens, para eles, são meras representações daqueles a quem as orações são direcionadas, servindo para despertar a fé, concentrar a atenção e afervorar a piedade. Seriam como fotos de um ente querido.
O ídolo tem uma função, que actua como estímulo de uma qualquer tarefa ou simples acto que se procura realizar. O ídolo é motivo de se querer conhecer e identificar aquilo ou aqueles que realizam o nosso virtual esforço real, em vez de nós próprios; ou sem que tenhamos de despender mais energia, mais força, mais atenção, mais inteligência e mais conhecimento, para atingirmos o objectivo que ansiamos atingir com sucesso.
O ídolo é o elo-função, cujo contacto de proximidade vence, só por si a apatia, a indolência e a resistência naturais à acção, constituíndo-se como a figura mental principal de arranque dessa acção, da mobilidade, do pensamento e da fala.
Esse ídolo, muitas vezes traduz-se pela visão da nossa figura vigorosa de outrora, inspirada de uma fotografia qualquer, e que entretanto se transformou num mito íntimo, símbolo máximo de força vencedora de qualquer resistência, em qualquer circunstância ou situação.
A ideia de ídolo opõe-se à prática de idolatria; sendo que a idolatria é a corrupção e banalização do ídolo.